# Catherine Clément
Catherine Clément (Boulogne-Billancourt, 10 de febrero de 1939) es una filósofa, novelista, feminista y crítica literaria francesa. Obtuvo el grado de filósofa por la École Normale Supérieure, y estudió con Claude Lévi-Strauss y Jacques Lacan, ha trabajado en campos de la antropología y el psicoanálisis. Ha publicado libros con Hélène Cixous y Julia Kristeva.

## Biografía
Nació en el seno de una familia medio católica, medio judía, hija de padres rusos provenientes del Cáucaso. Parte de su infancia vive con su abuela cristiana en las orillas del Loira, mientras que sus abuelos judíos fueron confinados a campos de concentración y llevados a Auschwitz donde murieron en mayo de 1944.
Se incorporó a la École Normale Supérieure de Jeunes Filles (ENSJF) en 1959. A los 20 años era ya profesora agregada de filosofía, lo que se acostumbraba era obtener la titulación entre los 25 y 30 años.
A partir de 1959 sigue el seminario de Jacques Lacan, primero en l’hôpital Sainte-Anne, luego en l’École Normale Supérieure y en la Universidad de París 1 Panthéon-Sorbonne y seguirá hasta el final. A los 24 años obtuvo el puesto de asistente de Vladimir Jankélévitch en La Sorbona.
Adscrita al Centre National de la Recherche Scientifique (CNRS), preparó una tesis sobre El paraíso perdido, la que termina pero debido al estado de salud de su mentor Vladimir Jankélévitch al final de su vida, no le permitió sustentar.
En 1962 se acerca a Claude Lévi-Strauss, quien en un seminario la invitó a descifrar un mito africano. El primer ensayo que escribe Clément se lo dedica a Lévi-Strauss en 1970.
Siendo profesora de La Sorbona, vivió el mayo de 1968, del cual dirá:

Fue un período formidable, La Sorbona llena de estudiantes, el protagonismo de ideologías como el marxismo o el trotskismo; había un ambiente muy vivo.

Asimismo:

La Universidad pegó un tremendo bajón al año siguiente, y bajó el ambiente por un problema filosófico: el valor del saber había desaparecido, casi nadie sabía lo que hacía, había contestación pero sin saber por qué.

Esta percepción la llevó luego de 12 años en la docencia superior, a solicitar licencia.
A finales de 1976 el diario Le Matin le ofreció dirigir la sección de cultura, la que llevó a cabo hasta 1982. En esos años trabó amistad con Bernard Henri-Levy y con Sartre un año antes que falleciera. 
En Le Matin comentó sobre literatura, exposiciones, teatro, música, también escribió varios ensayos críticos. Realizó grandes entrevistas, incluyendo la última que brindó Jean-Paul Sartre, una con Claude Lévi-Strauss sobre sus experiencias en Japón y la primera entrevista a François Mitterrand.
Es conocida también su afición a la corrida de toros, la que extendió en un libro con François Coupry “Torero d’or”, lo que provocó todo un debate.

## Actividad política
En 1982 fue nombrada al Ministerio de Relaciones Exteriores a la cabeza de la Association Française d'Action Artistique (AFAA), durante el gobierno de Mitterrand, donde se haría responsable de la emisión y recepción de la cultura francesa en el extranjero. Pasó cuatro años en la India junto con el embajador André Lewin, luego cinco años en Austria y finalmente entre 1996 y 1999 en Senegal.
En el 2001 junto con Jean-Pierre Chevènement y Jean-Jacques Aillagon, en el gobierno de Raffarin, redactaron un informe sobre la cultura en la televisión, donde proponen soluciones práctica y sencilla para poner fin al deterioro de la televisión pública en Francia.
Desde el 2002 dirige la Université Populaire du Quai Branly, que se da en el Teatro Claude Lévi-Strauss, incluso dentro del Musée du Quai Branly.
Desde el 2009 produjo un programa en France Culture los días miércoles a las 21 horas titulado Cultures de soi, cultures des autres.
Ha sido reconocida con l’Ordre national du Mérite y la Légion d’honneur.
Actualmente se desempeña como encargada de intercambios artísticos internacionales del Gobierno francés. Asimismo es la responsable del Departamento de lenguas y movilidad en el Centre International d’Études Pédagogiques (CIEP-Francia).
Su hermano es el también reconocido escritor Jérôme Clément.